# نماینده دائم
نماینده دائم دیپلماتی است که رئیس هیئت دیپلماتیک یک کشور در یک سازمان بین‌المللی است.
سازمان‌هایی که نمایندگان دائمی از کشورهای عضو خود دریافت می‌کنند عبارتند از: سازمان ملل متحد، سازمان تجارت جهانی، ناتو، اتحادیه اروپا، اتحادیه آفریقا، سازمان همکاری اسلامی و سازمان کشورهای آمریکایی. نمایندگان دائمی را می‌توان به واحدهای فرعی یا دفاتر میدانی یک سازمان فرستاد. به عنوان مثال، علاوه بر نمایندگان دائمی فرستاده شده به مقر سازمان ملل متحد در شهر نیویورک، کشورهای عضو سازمان ملل نیز نمایندگان دائمی را در دفاتر دیگر سازمان ملل، مانند دفاتر ژنو، نایروبی و وین منصوب می‌کنند.
نمایندگان دائم اغلب به‌طور غیررسمی به عنوان سفیران توصیف می‌شوند. با این حال، اگرچه یک نماینده دائم به‌طور معمول دارای رتبه دیپلماتیک یک سفیر است، به دلیل اینکه آنها در یک سازمان بین‌المللی معتبر هستند، عنوان رسمی آنها نماینده دائم است. به عنوان مثال، سفیر ایالات متحده در سازمان ملل از نظر فنی نماینده دائم در سازمان ملل متحد نامیده می‌شود، حتی اگر به‌طور گسترده از آنها به عنوان سفیر یاد می‌شود.
نمایندگان دیپلماتیک پاپ به عنوان فرستاده نونسیو یا نونسیوی حواری هستند که معادل نماینده دائم است.
برخی از سازمان‌های بین‌المللی، مانند یونسکو، از عنوان نماینده دائمی برای رجوع به رئیس یک مأموریت دیپلماتیک معتبر نزد خود استفاده می‌کنند.